# 沙巴民族統一機構
沙巴民族統一機構（簡稱：沙統 ）是馬來西亞沙巴的一個本土政黨。

## 历史
沙統在1961年成立初期，與莫哈末·法·史蒂芬領導的沙民统（UPKO）是沙巴的兩大政治勢力。在1967年马来西亚成立后的首届沙巴州選舉中，慕斯达法·哈仑成功擊倒沙民统，获得州政权。
1975年，沙統領導人哈里斯沙烈退黨，與法史蒂芬組成新政黨——「沙巴人民聯合陣線」（Sabah People's United Front，簡稱人民黨，馬來文縮寫BERJAYA）。新政黨在1976年的州選中打敗了沙統，並執政至1985年。沙統繼續參與1981年、1985年、1986年和1990年的州選舉，雖然在數個選區中得勝，但自此從未足以再次組成執政政府。
1981年州选前，沙统与巴索党和华统合组为沙巴阵线，试图推翻人民党政权。沙巴阵线得到前首相东姑阿都拉曼担任顾问，一时间声势大涨。但最终沙巴阵线惨败，沙统仅赢得3席，华统1席，巴索党颗粒无收。
这次惨败后，沙统主席沙益克鲁瓦辞职，慕斯达法·哈仑重新接任主席。1984年，因为慕斯塔法反对将纳闽划分为联邦直辖区，沙统被逐出国阵。
1985年州选中，前人民党州内阁部长百林吉丁岸创立的沙巴團結黨大胜，沙统与人民党试图组成联合政府，以慕斯塔法为首长，引发骚乱。时任代首相兼国阵副主席慕沙希淡一锤定音，由团结党组织州政府。危机解除后，1986年百林解散州议会，举行闪电大选，并以更大优势执政。此后，沙巴阵线解散，沙统重归国阵。
1993年，时任马来西亚首相马哈迪·莫哈末為了教訓執政沙巴的沙巴團結黨主席百林吉丁岸，安排巫統東渡沙巴。沙統原本就以沙巴穆斯林為基礎，該黨的角色也被巫統取代，因而于1994年被聯邦社會註冊局取消註冊，黨員各自分散加入其他沙巴政黨。巫統在沙巴成立后，使慕斯達法失去權力，转支持團結黨對抗巫統。然而当时團結黨内部也面临分裂，在不久后也倒台解散。
慕斯達法在1995年逝世之后，其追随者一直不断爭取重新設立沙统，並經常指沙巴政治一被来自半岛的巫统主導。
沙统在2013年马来西亚大選时和傑菲里吉丁岸領導的立新黨合作，使用立新黨的旗幟競選。立新黨在沙巴角逐21个國席及49个州席中，并分配给沙统4个國席及7个州席，最终全軍覆沒。新沙统于2013年9月2日由前党员重新成立。

## 大选成绩
| 选举 | 赢得席位 | 竞选席位 | 总得票数   | 得票率     | 选举结果                            | 选举领袖      |
| ---- | -------- | -------- | ---------- | ---------- | ----------------------------------- | ------------- |
| 1964 | 6 / 159  | 13       | 州议会委任 | 州议会委任 | ▲6席；执政联盟 （沙巴联盟）         | 慕斯达法·哈仑 |
| 1969 | 13 / 144 | 15       | 31,947     | 1.33%      | ▲7席；执政联盟 （沙巴联盟）         | 慕斯达法·哈仑 |
| 1974 | 13 / 154 | 15       |            |            | ━ ；执政联盟 （沙巴联盟与国民阵线） | 慕斯达法·哈仑 |
| 1978 | 5 / 154  | 15       |            |            | ▼8席；执政联盟 （国民阵线）         | 慕斯达法·哈仑 |
| 1982 | 0 / 154  | 19       |            |            | ▼5席；无代表                        | 慕斯达法·哈仑 |
| 1986 | 8 / 177  | 15       | 27,409     | 0.58%      | ▲8席；执政联盟 （国民阵线）         | 慕斯达法·哈仑 |
| 1990 | 6 / 180  | 15       |            |            | ▼2席；执政联盟 （国民阵线）         | 慕斯达法·哈仑 |

## 州议会选举成绩
| 州议会选举 | 州议会  | 州议会              |
| 州议会选举 | 沙巴    | 赢得席位 / 竞选席位 |
| ---------- | ------- | ------------------- |
| 1967       | 14 / 32 | 14 / 25             |
| 1971       | 28 / 32 | 28 / 28             |
| 1976       | 20 / 48 | 20 / 40             |
| 1981       | 3 / 48  | 3 / 29              |
| 1985       | 16 / 48 | 16 / 43             |
| 1986       | 12 / 48 | 12 / 27             |
| 1990       | 12 / 48 | 12 / 38             |